# 佤邦人民大会堂
佤邦人民大会堂位于缅甸佤邦首府邦康城中心，新址竣工于2018年。是佤邦人民政治协商会议的召开地点，是佤邦联合党和佤邦人民政府举行政治、外事活动的场所，还承接大型会议、宴请及文艺活动。附近有佤邦人民广场、佤邦革命纪念馆等地标。

## 布局
内部有主会场和其他会议厅。
主会场的主席台背景正中央悬挂佤邦邦徽，两边排列红旗，参照中国“两会”布局。

## 举办活动
2018年佤邦年度工作总结大会。
2019年4月16日晚，举办了以“筑梦佤邦”为主题的佤邦和平建设30周年迎宾晚会。
2020年12月3日上午，开幕了佤邦民族民主青年团第二届团员代表大会。